# SUPER BOMBERMAN 3 Original Sound Track
『SUPER BOMBERMAN 3 Original Sound Track』（スーパーボンバーマン3 オリジナル・サウンド・トラック）は、1995年8月25日に発売されたサウンドトラックCD。ボンバーマンシリーズのサウンドトラックCDの一つである。

## 概要
スーパーファミコン用ソフト『スーパーボンバーマン3』のBGMを収録したサウンドトラックCD。本CDに収録されている楽曲は『スパボン3』に収録されている楽曲の完全版で、オーディオ機器用に音質等が調整され、ゲームに収録されなかった部分も聴くことができる。言い換えれば『スパボン3』で使用されている楽曲は、本CDに収録されている楽曲をスーパーファミコン用に短縮させ、編集したものであると言える。
なお、本CDの楽曲は教育アニメ『ボンバーマン 勇気をありがとう 私が耳になる』でも使用されている。

## 収録曲
1. SELECT 1
ノーマルゲームステージ選択画面BGM 1
作曲：竹間淳
2. SELECT 2
バトルゲーム項目設定画面BGM
作曲：竹間淳
3. TITLE
タイトル画面BGM
作曲：竹間淳
4. BGM 1
ステージ1「モリモリスター」BGM
作曲：竹間淳
5. OPENING
ノーマルゲームオープニングBGM
作曲：竹間淳
6. BATTLE
バトルゲームBGM
作曲：竹間淳
7. BGM 2
ステージ2「アチアチスター」BGM
作曲：竹間淳
8. PASSWORD
パスワード画面BGM
作曲：竹間淳
9. GAMEOVER
ゲームオーバー画面BGM
作曲：竹間淳
10. STAFFROLL
スタッフロールBGM
作曲：竹間淳
11. BGM 6
ステージ6「バグラーシップ」BGM
作曲：竹間淳
12. BGM 3
ステージ3「ブクブクスター」BGM
作曲：竹間淳
13. BGM 5
ステージ5「ユキユキスター」BGM
作曲：竹間淳
14. SELECT 4
ノーマルゲームステージ選択画面BGM 2
作曲：竹間淳
15. BGM 4
ステージ4「サラサラスター」BGM
作曲：竹間淳
16. ENDING
ノーマルゲームエンディングBGM
作曲：竹間淳
17. CLEAR
ノーマルゲームエリア選択画面BGM 1
作曲：竹間淳
18. BOSS 1
ボス戦BGM
作曲：星恵太
19. BOSS 2
最終ボス「ガッタイダー」戦BGM
作曲：星恵太
20. VICTORY
バトルゲーム優勝画面BGM
作曲：竹間淳
21. SELECT 3
ノーマルゲームエリア選択画面BGM 2
作曲：竹間淳
22. 106 EFFECTS & 7 JINGLES & 21 VOICES
スーパーボンバーマン3に使用されている106の効果音と7のジングル、21の音声を収録。
EFFECTS：本間章浩
VOICES：杉山佳寿子

## スタッフ
- All Tunes Composed & Mixed by JUN CHIKI CHIKUMA（竹間淳）
- except 18 & 19 Composed by KEITA "KRP" HOSHI （星恵太）
- Programmed & Mixed by AKIHIRO AKKI SATO（佐藤昭洋） & YAMAMOTO ACIEEED! HIRONAO（山本裕直）
- Programmed by KEITA "KRP" HOSHI
- Effects Programmed by AKIHIRO HONMA（本間章浩）
- Sound Engineered by Nrt. & SHOHEI BANDOH（坂東章平） & MASA-AKI INOUE（井上雅明）
- Recorded & Mixed at HUDSON STUDIO

- Producers：TOSHIYUKI SASAGAWA（笹川敏幸）（HUDSON SOFT） & KENSUKE MATSUSHITA（松下謙介）（NTT pub.）
- Production coordinator：KEISUKE MITSUI（三井啓介）（HUDSON SOFT）

- Mastering Engineer：MASAAKI KATO（加藤正明）（SUNRISE MUSIC）
- Mastered at SUNRISE STUDIO
- Art Direction & Design：TAKAAKI INOUE（C2）
- Photographer：TOSHIAKI MATSUGI

- Co-Executive Producer：HIROFUMI NAKAMURA（NTT pub.）
- Executive Producer：HIDEO TAKADA（高田秀雄）（HUDSON SOFT） & YOSHITOMO OGATA（NTT pub.）

## エピソード
本作の楽曲を制作するに当たって、スタッフは最もこだわった点として「生楽器のモノマネ禁止令」を出したことを挙げている。理由としては、スーパーファミコンの容量の許容範囲内であれば何をするのも自由であるが、生楽器の真似をすると表現力はそれ以下にしかならず、真似れば真似るほどスペックの限界に接近するという不本意な結果を招くことが挙げられている。ハドソンのサウンドクリエイターである佐藤昭洋によると、サンプリング素材のほとんどは生楽器を使用しておらず、この世に存在し得ない楽器をも開発することになったという。
本CDのプロデュースを手掛けた笹川敏幸は、収録楽曲について「トラックごとにダビングしてリミックス版を作ったもの」と説明し、スーパーファミコンの音源が収録されたCDとしては他に例のないほど高水準なものであると語っている。また、マスタリングにおいてはファンハウスのスタジオを借り切り、音源をSSLのコンソールを通してミックスするなど、「尋常じゃない事」をたくさん行ったと振り返っている。